# Sunshine Superman (album)
Albums de Donovan
Fairytale
(1965) Mellow Yellow
(1967)
Sunshine Superman est le troisième album de Donovan, sorti en septembre 1966 chez Epic Records. Nommé d'après le single à succès Sunshine Superman, sorti en juillet (no 1 aux États-Unis), cet album n'est tout d'abord pas sorti au Royaume-Uni en raison de problèmes contractuels. Ce n'est qu'en juin 1967 qu'un album nommé Sunshine Superman paraît au Royaume-Uni, mais il s'agit alors d'une compilation regroupant des titres de l'album américain du même nom et de son successeur, Mellow Yellow.
Musicalement, Sunshine Superman, où Donovan est accompagné de plusieurs musiciens de rock, voit le barde écossais se diversifier et annoncer le courant psychédélique.
Shawn Phillips joue le sitar sur cet album, Jimmy Page a aussi participé à la guitare électrique sur la chanson Sunshine Superman entre autres. 
L'album est cité dans l'ouvrage de référence de Robert Dimery Les 1001 albums qu'il faut avoir écoutés dans sa vie.

## Titres
Toutes les chansons sont de Donovan Leitch, sauf mention contraire.

### Face 1
1. Sunshine Superman – 3:15
2. Legend of a Girl Child Linda – 6:50
3. Three King Fishers – 3:16
4. Ferris Wheel – 4:12
5. Bert's Blues – 4:00

### Face 2
1. Season of the Witch – 4:56
2. The Trip – 4:34
3. Guinevere – 3:41
4. The Fat Angel – 4:11
5. Celeste – 4:08

## Musiciens
- Donovan – chant, guitare, orgue
- Shawn Phillips – sitar
- Bobby Ray – basse
- Eddie Hoh – batterie

Sur "Sunshine Superman" et d'autres chanson enregistrées en Angleterre:
- Donovan – chant, guitare acoustique
- Jimmy Page, Eric Ford – guitare électrique
- John Cameron – claviers, arrangements
- Spike Heatley – basse
- Bobby Orr – batterie
- Tony Carr – percussions